# Baharampur
Baharampur est une ville indienne située dans le district de Murshidabad dans l’État du  Bengale-Occidental.
En 2011, sa population était de 305 609 habitants.